# Alcesti (Frinico)
Alcesti (in greco antico: Ἄλκηστις?, Álkēstis) è una tragedia greca perduta dello scrittore Frinico di Atene, composta nel VI secolo a.C., basandosi sul mito di Alcesti.

## Trama
Alcuni decenni dopo Frinico, il tragediografo Euripide metterà in scena un'opera omonima, e autori più tardi indicano una connessione tra le due opere, soprattutto nei personaggi presenti e in parte della trama.

Si è altresì ipotizzato che l'opera possa essere stata non una tragedia ma un dramma satiresco.